# Streptolophus
Streptolophus  (лат.) — монотипный род однодольных растений семейства Злаки (Poaceae), включающий единственный вид Streptolophus sagittifolius Hughes. Выделен американской учёной-ботаником Дороти Кейт Хьюз в 1923 году.

## Распространение, описание
Единственный вид является эндемиком Анголы.
Терофиты. Однолетние растения. Стебель высотой 1—2 м. Листья ланцетовидные. Колоски ланцетной формы, несут по одному цветку, собраны в метёлку по 3—7 колосков в каждой.